# Halocynthia roretzi
L'ananas di mare (Halocynthia roretzi Von Drasche, 1884) è una specie di ascidia della famiglia Pyuridae.

## Habitat e distribuzione
Oceano Pacifico settentrionale. Vive in acque superficiali, su rocce o strutture artificiali. Può vivere in acque anche molto fredde, da 2 a 24 °C, sebbene la temperatura ottimale di crescita sia attorno ai 12 °C.

## Acquacoltura
L'acquacoltura di questa specie è stata possibile per la prima volta nel 1982 in Corea. La produzione raggiunse un picco di 42800 tonnellate nel 1994. La FAO stima che la produzione totale di ananas di mare nel 2006 sia stata di 21.500 tonnellate, per un valore di circa 18 milioni di dollari; di questi circa 16.000 tonnellate sono state prodotte in Giappone.

## Consumo
È un'ascidia commestibile, consumata principalmente in Giappone, dove è conosciuta come hoya (ホヤ?) o maboya (マボヤ?) e consumata come sashimi, e in Corea dove è conosciuta come meongge (멍게).
Gli ananas di mare sono conosciuti oltre che per il loro aspetto peculiare, descritto dal giornalista Nick Tosches come "qualcosa che può esistere solo in un ecosistema puramente allucinatorio" (in inglese "something that could exist only in a purely hallucinatory eco-system") anche per il loro sapore particolare, descritto come "qualcosa simile alla tintura di iodio" ("something like iodine") e "gomma immersa nell'ammoniaca" ("rubber dipped in ammonia"). Gli apprezzatori comunque sostengono che il suo sapore si accompagni bene al sakè.
Il sapore è attribuito ad un alcool insaturo chiamato cynthiaol, presente in piccole quantità.